# 真宗寺 (飛騨市)
真宗寺(しんしゅうじ)は岐阜県飛騨市古川町にある浄土真宗本願寺派の寺院。山号は朝光山。近隣の円光寺や本光寺とともに1月9日から16日まで開かれる報恩講は三寺まいりとして知られている。
文亀2年(1502年)に照蓮寺8世明誓の法嗣祐念により、白川郷萩町に開かれる。天文11年（1542年）には古川町に移転したが、金森氏が飛騨の領主になると新しく作られた町である現在地に移転した。浄土真宗の東西分立において大谷派に属していたが、宝永3年（1706年）転派して本願寺派となった。明治37年（1904年）に起きた古川大火によって輪転蔵を遺して伽藍が焼失する。現在の本堂は明治45年（1912年）に再建、山門は平成17年（2005年）に飛騨の名工(宮大工)山脇八尋氏によって再建された。

## 参考資料
- 古川町歴史探訪[要文献特定詳細情報]